# 袁成傑
袁成杰（1983年3月10日—），小名叫杰杰，綽號YOYO。中国内地歌手、演员、主持人，2005年参加上海东方卫视《我型我秀》选秀节目出道，北大星光集团签约艺人，代表作《外滩十八号》。曾与戚薇组成音乐组合“男才女貌”。中国共产党党员（2002年—）。

## 音樂作品
- 2005推出光明果茶廣告單曲《無可代替》
- 2007推出《茶之戀》專輯－個人單曲《如果你是天空》、《三角形》
- 2007年推出ZA雜誌主題曲<改變,如你所見>
- 2007年10月推出全新EP《外滩18号》
- 2007年11月推出全新专辑《男才女貌》
- 2008年10月推出台湾版《男才女貌》
- 2008年12月推出EP《梦幻奇缘》
- 2009年8月推出EP《男左女右》
- 2009年8月推出第二张专辑《2U》
- 2010年3月推出EP《做你的一半》
- 2010年4月推出EP《耀出彩》
- 2011年3月推出无锡城市推广歌曲《梅里古都》
- 2012年4月推出EP《單身嘲男》
- 2021年4月29日紙上談心(電視劇《風暴舞》插曲)

## 參與節目
- 2004年萊卡我型我秀前八名，並獲萊卡魅力基因獎
- 2005萊卡我型我秀主持
- 2006雪碧我型我秀主持
- 上海“新天地新年倒計時”
- 香港“環球十週年演唱會”
- 上海“旅遊大使總決賽”
- 上海“藍天下的至愛”慈善演出
- Channel V風夏音樂季
- 舞林盛典——主持人
- 博鰲亞洲論壇中國電影百年盛典主持
- 春滿東方——全球華人春節大聯歡
- 小劇場話劇《明天你是否依然愛我》
- 原東方衛視《娛樂星天地》主持人
- 浙江卫视《太可乐了》主持浙江衛視《太可樂了》主持
- 2014年 湖南卫视 《百变大咖秀》第五季
- 2016年 浙江卫视 《梦想的声音》第一季
- 現為東南衛視《開心100》節目主持人
- 现为湖北卫视《周日狂欢夜》节目主持人
- 2024年湖南卫视 披荆斩棘4 参赛者

## 参演作品

### 电视剧/网络剧
- 2009 情景喜剧《36号沙滩酒吧》 饰 马力
- 2009 《泡沫之夏》饰：黑伦呆
- 2011 《爱情睡醒了》饰:雷大古
- 2011 《幸福59厘米之小马》(网络剧) 饰 小马
- 2013 《未婚妻》饰:田飞
- 2014 《球爱酒吧》(网络剧)饰：苏克
- 2016 《欢喜密探》饰:密探(客串)
- 2018 《金牌投资人》饰:燕飞
- 2018 《爱情的边疆》
- 2018 《誓言》
- 2018 《因为爱你》(2012年拍攝)饰:主持人(客串)
- 2020 《我不是购物狂》饰:主持人
- 2020《怪你過分美麗》饰:宋謙
- 2021《暗戀橘生淮南》饰:顾止烨
- 2021《司藤》(网络剧)饰:邵琰宽
- 2021《完美的他》(网络剧)饰:主持人(客串)
- 2021《飞鸟集》饰:主持人
- 2021《你是我的榮耀》(网络剧)饰:段吳
- 2021《你好检察官》饰:杨东華
- 2021《半暖时光》饰:陆阳
- 2023《完美的他》(网络剧)饰:任風陽(客串)
- 2023《七時吉祥》(网络剧)饰:王伯阳(客串)
- 2024《天行健》(网络剧)饰:汪邗峴

### 電影
| 上映年份 | 剧名                   | 角色   |
| -------- | ---------------------- | ------ |
| 2008年   | 武侠梁祝               | 二牛   |
| 2009年   | 重庆美女               | 唐少爷 |
| 2010年   | 铠甲勇士之帝皇侠       | 阿介   |
| 2010年   | 歌舞青春               | 科比   |
| 2011年   | 男得有爱               | 索明亮 |
| 2011年   | 回马枪                 |        |
| 2011年   | 密室之不可告人         | Mike   |
| 2013年   | 爱情不NG               | Peter  |
| 2013年   | 步步追魂               | 周劼   |
| 2016年   | 不离不弃               | 陶彦达 |
| 2017年   | 我的幸福密码(网络电影) | 李一德 |
| 2019年   | 一車四仆               | 钟满满 |

### 话剧
- 2008 《奋斗》饰：向南

### 音乐剧
- 2009 《我用音乐说爱你》饰：南宫俊

## 代言
- 簽約光明果茶04-05年度電視廣告形象代言人
- 簽約RBK06年中國大陸地區代言人
- 簽約一茶一坐形象代言人
- 07年度上海楊浦區愛心形像大使
- 2011袁成杰任无锡形象大使 挑战新曲风《梅里古都》

## 外部連結
- 袁成傑的新浪微博
- 袁成傑的新浪博客
- 袁成傑在香港影庫上的簡介
- 袁成傑在豆瓣上的资料（简体中文）